# Huichon
Hŭich'ŏn (Koreaans: 희천시) is een stad in de Noord-Koreaanse provincie Chagang-do. In 2008 telde de stad ruim 168.000 inwoners. De stad ligt in het midden van het land en bestaat uit 21 buurten (dong) en 12 dorpen (ri).